# 國能國際資產
國能集團國際資產控股有限公司，簡稱國能集團國際資產控股、國能集團國際資產，以及國能國際資產（英語：STATE ENERGY GROUP INTERNATIONAL ASSETS HOLDINGS LIMITED，港交所：0918），在1977年由前董事長及首席執行官黃德順創立，前身為「第一德勝控股有限公司」。
當時經營在全球經營成衣出口业务，其現時業務在全球經營金融行業，而股份則在1997年10月15日於香港交易所主板上市，總部位於香港九龙红磡鹤翔街1号维港中心1座南翼512-513室。

## 連結
- seiah.com （页面存档备份，存于）